# Saint-Setiers
Saint-Setiers är en kommun i departementet Corrèze i regionen Nouvelle-Aquitaine i de centrala delarna av Frankrike. Kommunen ligger  i kantonen Sornac som tillhör arrondissementet Ussel. År 2022 hade Saint-Setiers 266 invånare.

## Befolkningsutveckling
Antalet invånare i kommunen Saint-Setiers
Referens:INSEE